# Koppenhágai béke
A koppenhágai békét 1660. május 27-én írták alá Svédország és Dánia–Norvégia képviselői. Az 1655–60 között zajló északi háborúban a dánok által kivívott győzelmek és X. Károly Gusztáv halála békére kényszerítette a svédeket.

## Tárgyalások
Az érdemi tárgyalások megkezdését sokáig késleltette III. Frigyes dán király ragaszkodása az összes volt dán terület maradéktalan visszaadásához. Szövetségesei támogatták ebben. Mazarin francia főminiszter, Svédország szövetségese katonai invázióval fenyegette meg Hollandiát, ha továbbra is Dániát támogatja. Emiatt a Michiel de Ruyter vezette holland hadiflotta, amely addig Landskrona kikötőjébe beszorítva tartotta a svéd flottát, 1660. március 8-án elhajózott. Frigyes ezt követően engedni kényszerült, az érdemi tárgyalások (a szövetséges államok közvetítésével) megindultak, de a nézetek sokfélesége miatt nagyon lassan haladtak. Március 24-én közvetlen dán–svéd tárgyalások kezdődtek, a közvetítők kihagyásával, az új svéd katonai ostromtábor és katonaváros, Carlstad és Koppenhága városa között félúton felhúzott sátortáborban. (Carlstad helyén ma Koppenhága Bellahøj és Brønshøj nevű kerületei állnak). Néhány nap alatt megszületett a megállapodás. 1660. március 27-én aláírták a dán–svéd békeszerződést.

## A szerződés tartalma

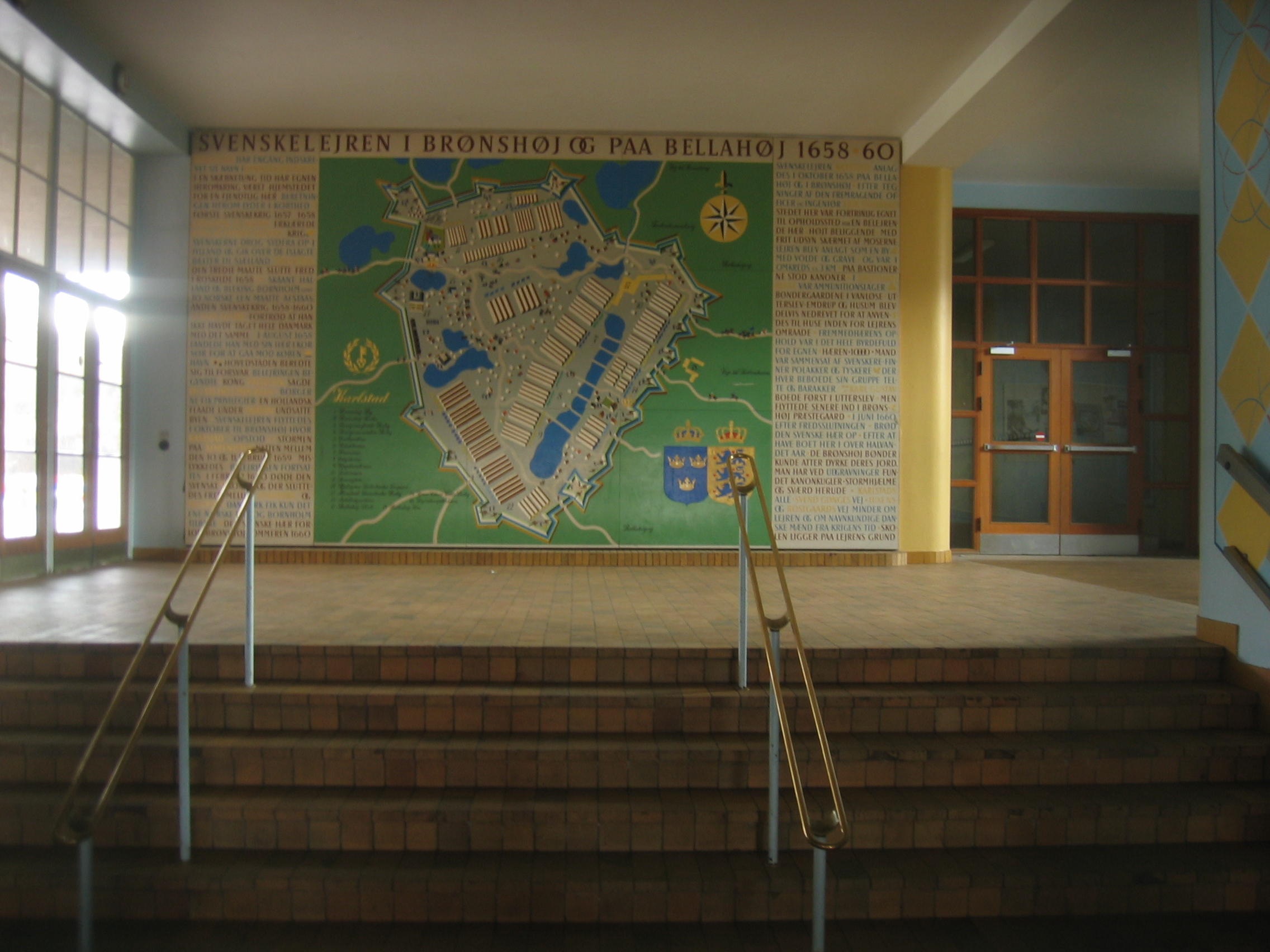
Carlstad svéd helyőrség térképe egy koppenhágai iskolában, az egykori tárgyalások helyén épült Bellahøj kerületben

A békeszerződés nem volt előnyös a dánok számára (habár szövetségeseinek, Hollandiának, a Német-római Birodalomnak, Lengyelországnak és a Brandenburgi Választófejedelemségnek) katonai segítségével nagy győzelmeket aratott). Az ezt megelőző, 1658-as roskildei béke értelmében elvesztett területek Svédország birtokában maradtak, Dánia csak Trøndelag tartományt (Trondheim várost és vidékét), valamint Bornholm szigetét kapta vissza.